# かくりよの宿飯
『かくりよの宿飯』（かくりよのやどめし）は、友麻碧による日本のキャラクター小説。イラストはLaruhaが担当している。富士見L文庫（KADOKAWA）より2015年4月から刊行されている。2024年12月時点でシリーズ累計部数は260万部を記録している。

## あらすじ
あやかしを見る能力をもつ津場木葵は、ある日、あやかしの住む世界、隠世（かくりよ）の老舗宿「天神屋」の大旦那を名乗る鬼神に連れ去られ、祖父が残した借金のかたとして嫁入りすることを告げられる。嫁入りしたくない葵は、借金返済のために料理の腕を活かして「天神屋」で働くことを決める。

## 登場人物
声の項はテレビアニメ版の声優。
津場木 葵（つばき あおい）
声 - 東山奈央
本作の主人公である人間の大学2年生。あやかしを見る能力を持っており、あやかし相手にも物おじしない。
また、食に関する興味が非常に強く、料理を作ることと食べることが好きである。松葉に貰った天狗の団扇を魚の下に敷こうと思っていたほど。
料理は祖父・史郎に教えてもらった。
困っている者はあやかしでも親切にする一方、祖父・史郎が隠世でもトラブルを起こしていたため多くのあやかしからは良く思われていない。
お涼から「料理させろさせろ妖怪」と評される。
幼い頃ネグレクトに遭い、母に置いていかれたことがある。雷雨の中、お腹が空いて死にそうになっていた。そこを白い能面をつけたあやかしに救われる。このときの経験から雷と空腹が苦手。面をつけたあやかしを探そうと思っている。あやかしに救われたのちに児童養護施設の職員が来て、施設に入る。そこで史郎に引き取られる。
大旦那に隠世へ攫われ、借金のかたに嫁入りすることを告げられるも働いて返すことを宣言する。しかし、史郎の孫娘であることや人間であるのに大旦那の許嫁であったことからどこにも雇ってもらえない。天神屋の中を歩くうちに小料理屋を発見し、そこで銀次に料理を振る舞ったことから夕がおを開くことになる。
幼い頃、本来は死ぬはずだった運命をある妖が用意した『運命を変える食べ物』を口にしたため、今も生きている。
大旦那（おおだんな）
声 - 小西克幸
隠世にある老舗宿「天神屋」の大旦那を務める鬼神。八葉の一人で鬼門である北東を治める。
飄々としており自分のことはほとんど語らない（本名さえ謎）。しかし、葵の弁当を欲しがったり手伝いをしたがったりという一面もある。葵には甘く、過保護な一面も。
まめな性格でもある。鍋奉行タイプ。
犬とカボチャが苦手。
好きな食べ物は卵（原作9巻より）。
『僕の菜園』という小さい菜園を持っており一人で畑仕事をしている。
生け花も出来る。天神屋のフロントに飾ってあるらしい。
美女や若い姿に変化することもできる。
原作小説6巻にて、葵を抱き寄せキスをした。
大旦那の実の正体は邪鬼であることが雷獣の策略により白夜の口から葵たちに明かされた。邪鬼は古くから隠世の世界で忌み嫌われる存在である。
はるか昔、現在の天神屋の所にある深い谷に封印されていたところを黄金童子の手により目覚めさせられた。
雷獣の罠により、妖王の前で邪鬼としての姿を表すことになってしまい、その正体が隠世全土に広まった。そのせいで天神屋の大旦那を降ろされそうになっており、黄金童子と共に北の地にて身を潜めていた。
原作小説9巻のラストで本当の名前が『刹』(せつ)であるということが明らかになった。
幼い頃葵の元にやってきた白い能面の妖の正体であり(ただし初日のみ)、葵の『運命を変える食べ物』を用意したのも大旦那である。
『運命を変える食べ物』は南の地の儀式に必要なもの以上に用意するのが非常に困難らしく、銀次や黄金童子曰く、大旦那の命そのものを削ったらしい。
同著書の別作品である『浅草鬼嫁日記』シリーズに登場する酒呑童子とは古くからの友で今でも親交がある。昔、酒呑童子を隠世へ連れて来たこともある。そのせいで茨木童子に恨まれた。茨木童子を怒らせるのは大旦那でも少し怖い。
酒呑童子曰く、昔は冷めたところがあり嫁はいらないと言っていたらしい。
お涼（おりょう）
声 - 加隈亜衣
「天神屋」の若女将である雪女。ナイスバディ。
自らを若女将にした大旦那を尊敬しており、彼の期待に応えようとするがトラブルを起こしてしまう。
家が貧しく、幼い頃から奉公に出ていた。お供として天神屋に来たとき、主人が大旦那に贈ろうとしていた高価な皿を割ってしまう。強く叱責されていたところを大旦那に拾われる。
こってりした味が好み。マヨネーズにどハマりする。
北の地の八葉・キヨの元に嫁ぐことになった春日に対し、氷人族は排他的なところがあることもあり、春日を心配しつつもつっけんどんな態度しか取れなかった。最後はしっかりと見送る。
銀次（ぎんじ）
声 - 土岐隼一、富田美憂（幼少期）
「天神屋」の若旦那を務める九尾の狐。通称「天神屋の招き狐」。
9つの姿に変ずることができる。子狐、少年、青年、女性、神々しい大きな獣などの姿がある。
紳士的で物腰柔らか、仕事もできる。（このせいで女子たちの憧れの存在というだけで終わってしまうらしい）。しかし、腹黒い面や、ちゃっかりしたところも。
右から下に向かって三番目の尻尾が唯一の弱点。
事業がことごとく当たることから天神屋の招き狐と言われるが、その銀次でも鬼門中の鬼門（現在の夕がお）での事業は難航していた。
お涼いわく天神屋最後の優良物件。
葵に対しては最初から親切にしていた。
葵に対して淡い想いを抱く。
もともと折尾屋にいたため天神屋での勤務歴は浅く、50年もない。
乱丸とは幼い頃から磯姫のもとでいっしょに育てられた義兄弟のような関係。また、対となる守護獣。しかし方針の違いから銀次は乱丸を残して折尾屋を去り、それ以降気まずい関係にある。
300年前の儀式が失敗したのはつい銀次が雷獣にくってかかってしまったため。そのために磯姫が亡くなることとなった。
幼い葵の元へ通い、救った白い能面のあやかしの正体。しかし初日に来たのは銀次ではない。
また、葵の『運命を変える食べ物』を用意したのも銀次ではない。
春日（かすが）
声 - 中恵光城
化け狸。「天神屋」の仲居で、静奈と同室。
様々な噂を葵に教える。
元気いっぱいで、使いっ走りにされがち。
彼女の祖母は八葉のひとりで、北西の地で文門狸を束ねる。また、父は宮中の右大臣。名前は家康。
北の地へ嫁ぐことになり天神屋を辞める。
暁（あかつき）
声 - 内田雄馬
土蜘蛛。現世出身のあやかし。「天神屋」の番頭。若くして幹部である番頭になった出世頭。
鈴蘭の兄で、仕事一筋で頑固なところがある。妹想い。
自分と鈴蘭に突然隠世へ行くように言った史郎を憎んでいるが、葵とは少しずつなじんでいく。
小さな子供の相手は苦手。
史郎に千切りキャベツは速さが命と教えられていた。
白夜（びゃくや）
声 - 田丸篤志
白沢。「天神屋」のお帳場の長。
九つの心眼を持ちなんでも見通すことができる。
非常に厳格で、彼がいるだけで周辺の空気が引き締まる。また、大旦那とは長年の付き合い。
もともとは宮中の役人で、八葉や宮中にも彼に頭の上がらない者が多い。
管子猫ラブ。隠しているつもりだがみんなにバレている。
原作小説7巻の『白夜懐古』にて、実ははるか昔に鈴女(すずめ)という人間の娘と結婚していたことがわかった。(鈴女との出会いは原作小説を是非)
鈴女を亡くしてからしばらくの間は抜け殻のように生きていたが、黄金童子に誘われ、当時まだ幼い邪鬼であった大旦那と出会い、彼を将来の主と見越し、再び生きる光を見出す。
チビ
声 - 石見舞菜香
手鞠河童。人畜無害代表のあやかし。低級でひ弱。にぎにぎすると気持ちいい。
自称、葵の眷属。かわいいがあざとい。
現世で仲間と暮らしていて、その頃から葵に食べ物を分けてもらっていた。だが仲間に取られて食べそびれることもしばしば。しかし、葵が隠世へ攫われたことで食べ物がなくなり、仲間たちは食べ物を求めて移動。置いていかれてしまう。現世へ戻ってきた葵と再会し、共に隠世へやってくる。
現世での経験から、あやかしが現世で生きることの難しさを知っている。
静奈（しずな）
声 - 上田麗奈
濡れ女。「天神屋」の筆頭湯守で、幹部の一人。
春日と同室。片付けが苦手なので助けてもらっている。
もともとは折尾屋で働いていたが、とある一件で折尾屋を辞め、天神屋にやってきた。
サスケ
声 - 井上雄貴
カマイタチ。「天神屋」のお庭番の「エース」。
御庭番の家系で、彼の父も、天神屋で御庭番として働いている。
細い見かけによらず、大食漢。
史郎と同じくらいの年齢で、昔は悪戯仲間だった。
史郎により乾パンをパンだと教えられていた。
語尾は「〜ござる」。カマイタチの基本？
乱丸（らんまる）
声 - 石川界人、杉山里穂（幼少期）
狛犬。八葉の一角、「折尾屋」の旦那頭。銀次の義兄。
誰よりも南の地を愛しているが、行き過ぎる面も。
幼いころは銀次とともに磯姫様に育ててもらっていた。
長髪なのは磯姫から赤毛が好きだと言われたため。
ラーメンにはご飯派。葵の料理を認めている。
銀次の葵へ抱く想いに気づいている。
天神屋の若女将お涼に色男と言われている。
葉鳥（はとり）
声 - 寺島拓篤
天狗。「折尾屋」の番頭→旦那頭代理、「天神屋」の元番頭で暁の元上司。
松葉の息子で三男坊。松葉の笹良への態度などを嫌悪していた。ついに耐えきれなくなり門外不出の     ものである天狗の秘酒を売ってしまう。このことが松葉の逆鱗に触れ、勘当される。
葵の作った2種類のがめ煮により和解する。このことをきっかけに勘当もとかれる。
大旦那とは碁打ち仲間。
時彦（ときひこ）
声 - 平川大輔
不知火。「折尾屋」の湯守であり、静奈の師匠。 妖火の最高位のあやかし。
静奈を庇ったことにより大怪我を負う。顔の傷はそのときのもの。霊力が漏れ出ている状態となっている。
秀吉（ひでよし）
声 - 柿原徹也
二尾の化け猿。「折尾屋」の若旦那を務める。
乱丸を心から尊敬している。
ねねとは幼馴染で好意をもっているが今のところ伝える気はない。
戒、明
声 - 鈴木みのり
鶴童子。「折尾屋」の双子の板前。
常に平坦な口調で話す。
ねね
声 - 金子彩花
火鼠。「折尾屋」の若女将。
幼いころ「天神屋」に家族で宿泊した際、酔っ払いに絡まれているところをお涼に助けられた。
津場木 史郎（つばき しろう）
声 - 井上和彦
葵の祖父。あやかしが見える力を持つ。退魔師の家系の出で現当主の弟。すでに故人。
いわゆるクズ野郎。全国をふらふらして現れるたびに厄介ごとを起こしていた。しかし、葵を引き取ってからは良き祖父となる。
葵にあやかしには気をつけるように言い、身を守る術として料理を教える。鬼には特に気をつけろと言っていた。
長い年月を生き飽きやすいあやかしにとってまさに注目の的だった。ダークヒーローのような存在らしく小説の題材にもなったらしい。
天神屋で呆れるほどの豪遊をし、一億円ほどの借金をつくる。そのかたとして大旦那に自分の孫娘を嫁がせることを約束する。
松葉
声 - 大塚明夫
天狗。西の地の八葉・朱門山で天狗たちを束ねるご隠居。
亭主関白なところがある。
頭に血が上りやすい。特に葉鳥とは大喧嘩をよく繰り広げる。
葵を気に入り、溺愛している。
川で溺れていたところを史郎に助けてもらったことがある。その見返りに天狗の団扇を求められるが史郎が亡くなり、葵に引き継がれる。
葵の店である夕がおの名前をつけた。由来は夕方に開店することから。
笹良
声 - 名塚佳織
松葉の妻。鷺のあやかし。すでに故人となっている。
よく尽くしてくれる妻だった。
葉鳥と松葉がいがみ合ったままであることに心を痛めていた。
磯姫
声 - 坂本真綾
南の地の前八葉の女性。額に未来を予知する第3の眼を持ち、その力を使い妖たちを導いていたこともあり、"導(しるべ)の巫女"とも呼ばれていた。
大旦那曰く、黄金童子とは仲が良かったらしく、皮肉を言い合いながらお茶を飲んでいたらしい。
雷獣の裏切りにより300年前の儀式に失敗し、災いが南の地に振り向くことを恐れた磯姫は自身が竜宮城に篭り、その身に災いを振り向かせることで南の地を守ることに。
後の南の地を我が子同然の銀次と乱丸に託し、亡くなった。
雷獣
声 - 日野聡
黄金童子と同じ四仙の妖で、妖都の大貴族。
白夜とは色々と因縁があり、苦手意識もあるよう。
300年前の儀式を裏切り、失敗させた張本人でもある。
退屈を何よりも嫌い、常に物語性のある展開を求めている。
妖王の前で大旦那の正体を暴いた張本人で、大旦那を追い詰めたのもこの雷獣である。
最後はこれまでの悪事がたたり、二度と雷獣の力に頼らないと決めた妖王の秘術により、常世へ永久追放された。
鈴蘭
声 -  内田真礼
暁の妹。
津場木 史郎のことが大好き。
三味線が上手。
とても綺麗な容姿だが、見かけによらず、結構頑固。
人間界に行くことを暁に反対され、旅館内でお互い蜘蛛の姿で喧嘩をした。
喧嘩は鈴蘭が勝ち、人間界に行くことになった。

## 制作背景
作者は「異種婚姻譚」の漫画作品『魔法使いの嫁』を好んで読んでいたなど「結婚もの」の作品が好きだった。そして担当編集者から「あやかしもの」にすることを要請されたことから、最終的に「あやかし婚姻譚」の本作が誕生した。

## 評価
少女小説研究を行う嵯峨景子は、作中に登場する料理が「とにかく美味しそう」に感じられるとしており、その上で葵が作る家庭料理は作者の出身地である九州の田舎色が反映されていると評している。また、葵の作るあやかし好みの味付けはあやかしたちの霊力を回復させる効果があり、この設定が「料理をする意味に説得力が加えられている」と嵯峨は称賛している。

## 既刊一覧

### 小説
- 友麻碧（著）、Laruha （イラスト） 『かくりよの宿飯』 KADOKAWA〈富士見L文庫〉、全12巻
  1. 「あやかしお宿に嫁入りします。」2015年4月20日初版発行（4月15日発売[7]）、ISBN 978-4-04-070575-0
  2. 「あやかしお宿食事処はじめます。」2015年9月20日初版発行（9月15日発売[8]）、ISBN 978-4-04-070679-5
  3. 「あやかしお宿に好敵手きました。」2016年2月20日初版発行（2月15日発売[9]）、ISBN 978-4-04-070808-9
  4. 「あやかしお宿から攫われました。」2016年6月20日初版発行（6月15日発売[10]）、ISBN 978-4-04-070939-0
  5. 「あやかしお宿に美味い肴あります。」2016年11月15日初版発行（同日発売[11]）、ISBN 978-4-04-072086-9
  6. 「あやかしお宿に新米入ります。」2017年5月15日初版発行（同日発売[12]）、ISBN 978-4-04-072252-8
  7. 「あやかしお宿の勝負めし出します。」2017年11月15日初版発行（同日発売[13]）、ISBN 978-4-04-072472-0
  8. 「あやかしお宿が町おこしします。」2018年4月15日初版発行（4月13日発売[14]）、ISBN 978-4-04-072675-5
  9. 「あやかしお宿のお弁当をあなたに。」2018年8月15日初版発行（同日発売[15]）、ISBN 978-4-04-072676-2
  10. 「あやかしお宿に帰りましょう。」2019年8月15日初版発行（8月10日発売[16]）、ISBN 978-4-04-073282-4
  11. 「あやかしお宿の十二ヶ月。」2020年12月15日初版発行（同日発売[17]）、ISBN 978-4-04-073660-0
  12. 「あやかしお宿の回顧録。」2022年3月15日初版発行（同日発売[18]）、ISBN 978-4-04-0742786

### 漫画
衣丘わこの作画による『かくりよの宿飯 あやかしお宿に嫁入りします。』（かくりよのやどめし あやかしおやどによめいりします）が、『B's-LOG COMIC』Vol.40より連載中。
- 衣丘わこ（漫画）、友麻碧（著）、Laruha（キャラクター原案） 『かくりよの宿飯 あやかしお宿に嫁入りします。』 KADOKAWA〈B's-LOG COMICS〉、既刊11巻（2024年11月29日現在）
  1. 2016年11月15日初版発行（同日発売[20]）、ISBN 978-4-04-734320-7
  2. 2017年5月15日初版発行（同日発売[21]）、ISBN 978-4-04-734554-6
  3. 2017年11月15日初版発行（同日発売[22]）、ISBN 978-4-04-734874-5
  4. 2018年3月31日初版発行（同日発売[23]）、ISBN 978-4-04-735078-6
  5. 2018年9月15日初版発行（同日発売[24]）、ISBN 978-4-04-735306-0
  6. 2019年8月30日発売[25]、ISBN 978-4-04-735584-2
  7. 2021年2月1日発売[26]、ISBN 978-4-04-735584-2
  8. 2022年4月1日発売[27]、ISBN 978-4-04-736978-8
  9. 2023年4月1日発売[28]、ISBN 978-4-04-737415-7
  10. 2024年2月1日発売[29]、ISBN 978-4-04-737809-4
  11. 2024年11月29日発売[30]、ISBN 978-4-04-738209-1

2023年には、冬葉つがるの作画による『かくりよの宿飯 あやかしお宿に嫁入りします。』（かくりよのやどめし あやかしおやどによめいりします）が、『月刊少年シリウス』（講談社）にて、2023年3月号より連載中。
- 冬葉つがる（漫画）、泉乃せん（構成）、友麻碧（著）、Laruha（キャラクター原案） 『かくりよの宿飯 あやかしお宿に嫁入りします。』 講談社〈シリウスKC〉、既刊9巻（2025年7月30日現在）
  1. 2023年5月9日発売[31]、ISBN 978-4-06-531508-8
  2. 2023年8月8日発売[32]、ISBN 978-4-06-532525-4
  3. 2023年11月9日発売[33]、ISBN 978-4-06-533494-2
  4. 2024年3月8日発売[34]、ISBN 978-4-06-534768-3
  5. 2024年3月8日発売[35]、ISBN 978-4-06-535687-6
  6. 2024年10月30日発売[36]、ISBN 978-4-06-536652-3
  7. 2025年1月30日発売[37]、ISBN 978-4-06-538176-2
  8. 2025年4月30日発売[38]、ISBN 978-4-06-539127-3
  9. 2025年7月30日発売[39]、ISBN 978-4-06-539989-7

## テレビアニメ
第1期は2018年4月より9月までTOKYO MX、BSフジほかにて放送された。
第2期『かくりよの宿飯 弐』（かくりよのやどめし に）は、2025年10月より放送予定。

### スタッフ
|                               | 第1期                                                                                   | 第2期                        |
| ----------------------------- | --------------------------------------------------------------------------------------- | ---------------------------- |
| 原作                          | 友麻碧                                                                                  | 友麻碧                       |
| 原作イラスト                  | Laruha                                                                                  | Laruha                       |
| 監督                          | 奥田佳子                                                                                | 吉崎譲                       |
| シリーズ構成                  | 金春智子                                                                                | 金春智子                     |
| キャラクターデザイン          | 佐藤陽子                                                                                | 桂英未                       |
| 総作画監督                    | 鈴木光                                                                                  | N/A                          |
| あやかしデザイン              | 草彅琢仁、乙幡忠志                                                                      | N/A                          |
| プロップデザイン              | 久原陽子、清水奏太郎                                                                    | N/A                          |
| 美術設定                      | 中島美佳                                                                                | 合六典代                     |
| 美術監督                      | 中村典史                                                                                | N/A                          |
| 色彩設計                      | 歌川律子                                                                                | N/A                          |
| 3Dディレクター                | 永井努                                                                                  | N/A                          |
| 撮影監督                      | 北村直樹                                                                                | 陳以儂                       |
| 編集                          | 齋藤朱里                                                                                | N/A                          |
| 音響監督                      | 郷文裕貴                                                                                | 本山哲                       |
| 音楽                          | 伊賀拓郎                                                                                | 伊賀拓郎                     |
| 音楽制作                      | フライングドッグ                                                                        | フライングドッグ             |
| プロデューサー                | 粒来俊介、Diana Liu、齋藤雅弘 兼岩元子、西辺誠、齋藤宙央 大森慎司、伊藤正人、田中久美子 | N/A                          |
| アニメーション プロデューサー | 飯室笑子                                                                                | N/A                          |
| アニメーション制作            | GONZO                                                                                   | GONZO                        |
| アニメーション制作            | N/A                                                                                     | マカリア                     |
| 製作                          | 「かくりよの宿飯」製作委員会                                                            | かくりよの宿飯 弐 製作委員会 |

### 主題歌
| 作品  | 作品      | 曲名           | 歌       | 作詞         | 作曲        | 編曲        |
| ----- | --------- | -------------- | -------- | ------------ | ----------- | ----------- |
| 第1期 | 第1クール | 灯火のまにまに | 東山奈央 | ZAI-ON       | WEST GROUND | ZAI-ON      |
| 第1期 | 第2クール | ウツシヨノユメ | ナノ     | ナノ、ZAI-ON | WEST GROUND | WEST GROUND |
| 第2期 | 第2期     | とおりゃんせ   | 東山奈央 | 大石昌良     | 大石昌良    | 大石昌良    |

| 作品  | 作品      | 曲名           | 歌       | 作詞       | 作曲        | 編曲               |
| ----- | --------- | -------------- | -------- | ---------- | ----------- | ------------------ |
| 第1期 | 第1クール | 彩 -color-     | 沼倉愛美 | 沼倉愛美   | WEST GROUND | ZAI-ON             |
| 第1期 | 第2クール | 知らない気持ち | 中島愛   | シンリズム | シンリズム  | シンリズム、高野勲 |

| 作品  | 話数   | 曲名                | 歌                               | 作詞            | 作曲            | 編曲                      |
| ----- | ------ | ------------------- | -------------------------------- | --------------- | --------------- | ------------------------- |
| 第1期 | 第3話  | 願い花              | 大旦那（小西克幸）               | 伊藤直樹        | 伊藤直樹        | 伊藤直樹、伊賀拓郎        |
| 第1期 | 第5話  | 時の砂              | 暁（内田雄馬）、鈴蘭（内田真礼） | 伊賀拓郎        | 伊賀拓郎        | 伊賀拓郎                  |
| 第1期 | 第8話  | My sweet sweet love | 白夜（田丸篤志）                 | 大島はるな      | 斉藤悠弥        | 伊賀拓郎                  |
| 第1期 | 第13話 | 風                  | 銀次（土岐隼一）                 | 伊藤直樹        | 近藤功教        | 近藤功教                  |
| 第1期 | 第18話 | ヤシホノハナ        | 葉鳥（寺島拓篤）                 | 咲坂美音        | 咲坂美音        | 横田晃希                  |
| 第1期 | 第21話 | 恋守唄              | 秀吉（柿原徹也）                 | 伊藤直樹        | 近藤功教        | 近藤功教                  |
| 第1期 | 第23話 | 刹那の煌めき        | 雷獣（日野聡）                   | Kazuki Yamamoto | Kazuki Yamamoto | 近藤功教、Kazuki Yamamoto |
| 第1期 | 第25話 | 永遠の絆            | 乱丸（石川界人）                 | Kazuki Yamamoto | 近藤功教        | 近藤功教                  |

挿入歌
「春色」
第1期第20話で使用。歌は東山奈央、作詞・作曲・編曲は春日章宏。

### 各話リスト
| 第一話     | あやかしお宿に嫁入りします。       | 金春智子 | 奥田佳子          | 相浦和也       | 鈴木光 | 2018年 4月2日 |
| 第二話     | あやかしお宿で仕事みつけました。   | 金春智子 | 筑紫大介          | 又野弘道       | しまだひであき 半田大貴 ハンミンギ 鈴木光                                                                  | 4月9日        |
| 第三話     | かくりよの都にお出かけしました。   | 金春智子 | 奥田佳子 相浦和也 | 久保山英一     | 小畑賢 桐谷真咲 挽本敦子 小林優子 松下純子 青野厚司                                                        | 4月16日       |
| 第四話     | 雪女と土蜘蛛を介抱しました。       | 平見瞠   | 名村英敏          | 加藤顕         | 亀田朋幸 木村行隆 村松尚雄 申榮淳                                                                          | 4月23日       |
| 第五話     | あやかしとの約束を忘れてはならぬ。 | 平見瞠   | 相浦和也          | 相浦和也       | 齋藤佳子 村田憲泰 しまだひであき 亀田朋幸 五十川久史 鈴木光                                                | 4月30日       |
| 第六話     | あやかしお宿で食事処はじめます。   | 冨田頼子 | いまざきいつき    | いまざきいつき | 山本雄貴 伊藤陽祐 そらもとかん Hwang Yeongsik                                                              | 5月7日        |
| 第七話     | 大旦那様と雨散歩。                 | 冨田頼子 | 奥田佳子          | 加藤顕         | 管振宇 李少雷 島田英明 中島大智 周暁華 柴晨鐘 邵明成 王敏                                                  | 5月14日       |
| 第八話     | 九尾の若旦那とお買い物。           | 金春智子 | 黒瀬大輔          | 黒瀬大輔       | 平馬浩司 CHOI EUN-YOUNG                                                                                    | 5月21日       |
| 第九話     | 妖老夫婦の結婚記念日。             | 平見瞠   | 名村英敏          | 鳥羽聡         | 亀田朋幸 中本尚 中井恵美 中島美子 中島大地 李慶                                                            | 5月28日       |
| 第十話     | あやかしお宿に好敵手きました。     | 冨田頼子 | 布施康之          | 布施康之       | Hwang Yeongsik                                                                                             | 6月4日        |
| 第十一話   | 湯守の濡れ女と師匠の不知火。       | 平見瞠   | 又野弘道          | 又野弘道       | しまだひであき 清水博幸 五十川久史 中島大智 樋口靖子 暁                                                    | 6月11日       |
| 第十二話   | 天神屋の地下に秘密あります。       | 冨田頼子 | 名村英敏          | 小野田雄亮     | 桐谷真咲 挽本敦子 松下純子 桜井木の実 西山忍                                                               | 6月18日       |
| 第十三話   | あやかしお宿の大宴会。             | 金春智子 | 西森章            | 加藤顕         | 細田沙織 村田泰憲 清水博幸 中島美子                                                                        | 6月25日       |
| 第十四話   | 南の地から黒船来ました。           | 金春智子 | 黒瀬大輔          | 黒瀬大輔       | KIM YONG-SIK                                                                                               | 7月2日        |
| 第十五話   | あやかしお宿から攫われました。     | 平見瞠   | 又野弘道          | 又野弘道       | 管振宇 李少雷 しまだひであき KIM YONG-SIK 海野愛恵 鈴木彩子 挽本敦子                                       | 7月9日        |
| 第十六話   | 双子の板前と雨女のお嬢様。         | 冨田頼子 | 牧野友映          | 牧野友映       | 松本和志 中山和子 成松義人 粟井重紀 森悦史 岡昭彦                                                          | 7月16日       |
| 第十七話   | 南の地の儀式の秘密。               | 平見瞠   | 名村英敏          | 加藤顕         | 管振宇 李少雷 清水博幸 雨宮英雄 中熊太一                                                                   | 7月23日       |
| 第十八話   | 天狗の親子の大喧嘩。               | 冨田頼子 | 大石美絵          | 鳥羽聡         | KIM YONG-SIK                                                                                               | 7月30日       |
| 第十九話   | 月の夜の銀の獣。                   | 金春智子 | 富井ななせ        | 木村延景       | 久保光寿 林あすか                                                                                          | 8月6日        |
| 第二十話   | 竜宮城の夢の跡。                   | 平見瞠   | 名村英敏          | 佐々木純人     | なつのはむと 小澤宏貴 王悦春 野田陽介 金城優 Prasearth Thongkhum Nyki Ikyn 阿部可奈子 石田稔 日向晴香 李慶 | 8月13日       |
| 第二十一話 | 折尾屋の若女将と若旦那。           | 冨田頼子 | 又野弘道          | 又野弘道       | 管振宇 李少雷 しまだひであき 亀田朋幸                                                                      | 8月20日       |
| 第二十二話 | 雷獣の警告。                       | 平見瞠   | 奥田佳子          | 加藤顕         | KIM YONG-SIK                                                                                               | 8月27日       |
| 第二十三話 | 封じられた力と開かれる心。         | 平見瞠   | 西森章            | 牧野友映       | 岡昭彦 福地和浩 中山和子 八角彩香 松本和志                                                                 | 9月3日        |
| 第二十四話 | 玉の枝サバイバル。                 | 金春智子 | 大石美絵          | 富井ななせ     | 後藤圭佑 小嶋慶祐                                                                                          | 9月10日       |
| 第二十五話 | あやかしたちと花火大会。           | 金春智子 | 名村英敏          | 佐野真司       | DAN TYOU KAKUREN JHOUKU wangmin zhuxiaolin zhoujian zhouxiaohua chaichenzhong                              | 9月17日       |
| 第二十六話 | あやかしお宿に美味い肴あります。   | 金春智子 | 奥田佳子          | 加藤顕         | 鈴木光 KIM YONG-SIK 管振宇                                                                                 | 9月24日       |

### 放送局
| 放送期間                                      | 放送時間                                                  | 放送局   | 対象地域 | 備考                                   |
| --------------------------------------------- | --------------------------------------------------------- | -------- | -------- | -------------------------------------- |
| 2018年4月2日 - 9月24日                        | 月曜 22:30 - 23:00                                        | TOKYO MX | 東京都   | 製作参加                               |
| 2018年4月4日 - 6月27日 2018年7月4日 - 9月26日 | 水曜 0:30 - 0:56（火曜深夜） 水曜 0:30 - 1:00（火曜深夜） | BSフジ   | 日本全域 | 製作参加 / BS放送 / 『アニメギルド』枠 |
| 2018年4月4日 - 9月26日                        | 水曜 22:30 - 23:00                                        | AT-X     | 日本全域 | CS放送 / リピート放送あり              |
| 2018年4月6日 - 9月28日                        | 土曜 2:10 - 2:40（金曜深夜）                              | KBS京都  | 京都府   |                                        |

| 配信開始日    | 配信時間                   | 配信サイト                                                           |
| ------------- | -------------------------- | -------------------------------------------------------------------- |
| 2018年4月3日  | 火曜 0:00（月曜深夜） 更新 | GYAO!                                                                |
| 2018年4月10日 |                            | バンダイチャンネル U-NEXT アニメ放題 FOD あにてれ Amazon Prime Video |
|               | 火曜 12:00 更新            | dアニメストア                                                        |
| 2018年4月20日 | 金曜 0:00（木曜深夜） 更新 | ビデオマーケット                                                     |
|               | 金曜 12:00 更新            | ふらっと動画                                                         |
| 不明          | 不明                       | ビデオパス Hulu                                                      |

### BD / DVD
| 巻 | 発売日        | 収録話          | 規格品番  | 規格品番  |
| 巻 | 発売日        | 収録話          | BD        | DVD       |
| -- | ------------- | --------------- | --------- | --------- |
| 一 | 2018年7月3日  | 第1話 - 第3話   | BIXA-1211 | BIBA-3271 |
| 二 | 2018年8月2日  | 第4話 - 第6話   | BIXA-1212 | BIBA-3272 |
| 三 | 2018年9月4日  | 第7話 - 第9話   | BIXA-1213 | BIBA-3273 |
| 四 | 2018年10月2日 | 第10話 - 第12話 | BIXA-1214 | BIBA-3274 |
| 五 | 2018年11月2日 | 第13話 - 第15話 | BIXA-1215 | BIBA-3275 |
| 六 | 2018年12月4日 | 第16話 - 第18話 | BIXA-1216 | BIBA-3276 |
| 七 | 2019年1月9日  | 第19話 - 第21話 | BIXA-1217 | BIBA-3277 |
| 八 | 2019年2月2日  | 第22話 - 第24話 | BIXA-1218 | BIBA-3278 |
| 九 | 2019年3月2日  | 第25話 - 第26話 | BIXA-1219 | BIBA-3279 |

### Webラジオ
銀次役の土岐隼一によるWebラジオ『ラジオ かくりよの宿飯 〜あやかしお宿でおしゃべりします〜』が、2018年4月5日から10月4日まで音泉にて毎週木曜に配信された。

## 舞台
2018年3月16日にテレビアニメの先行上映会内で、『舞台「かくりよの宿飯」』が告知された。2018年9月5日から9月9日にかけてシアターサンモールでの東京公演が、2018年9月13日から9月16日にかけて西鉄ホールでの福岡公演が行われた。
2019年7月17日から21日にかけて舞台版2作目『舞台「かくりよの宿飯 折尾屋編」』が東京・俳優座劇場で公演された。
| 第1作目のスタッフ - 脚本：守山カオリ - 演出：扇田賢 第1作目のキャスト - 大旦那（鬼神） - 仲田博喜 - 銀次（九尾の狐） - 大平峻也 - 暁（土蜘蛛） - 反橋宗一郎 - 白夜（白沢） - 木津つばさ - 津場木葵 - 野本ほたる - お涼（雪女） - 長谷川里桃 - 黄金童子（座敷童） - 平松可奈子 - 鈴蘭（女郎蜘蛛） - 船岡咲 - サスケ（カマイタチ） - 湯浅雅恭 - 反之介（一反木綿） - 渡辺貴裕 - 春日（化け狸） - 西田奈未 - チビ（手鞠河童） - 木村皐誠、岡野凛音 ※Wキャスト - 松葉（天狗） - 山﨑雅志 - 津場木史郎 - 鷲尾昇 - アンサンブル - 小笠原竜哉、山口渓、下田隼輝、小林聖尚、池澤汐音、吉田瑞貴 | 第2作目のスタッフ - 脚本：守山カオリ - 原脚本：金春智子、平見瞠、冨田頼子 - 演出：扇田賢 第2作目のキャスト - 銀次 - 上仁樹 - 葵 - 野本ほたる - 白夜 - 前嶋曜 - 乱丸 - 松村優 - 葉鳥 - 鈴木雅也 - 秀吉 - 栗原大河 - 雷獣 - 須永風汰 - 黄金童子 - 高橋紗妃 - 磯姫 - 小林亜実 - 笹良 - 一村すみれ - サスケ - 湯浅雅恭 - チビ - 木村皐誠 - 松葉 - 山崎雅志 - 大旦那 - 小笠原健 - アンサンブル - 小笠原竜哉、小林聖尚、平澤佑樹、池澤汐音 |